# Japan Transocean Air
Japan Transocean Air (JTA) (яп. 日本トランスオーシャン航空株式会社 ниппон торансуо:сян ко:ку: кабусики гайся) — региональная авиакомпания Японии со штаб-квартирой в городе Наха (префектура Окинава), работающая в сфере регулярных пассажирских перевозок по аэропортам Японии.

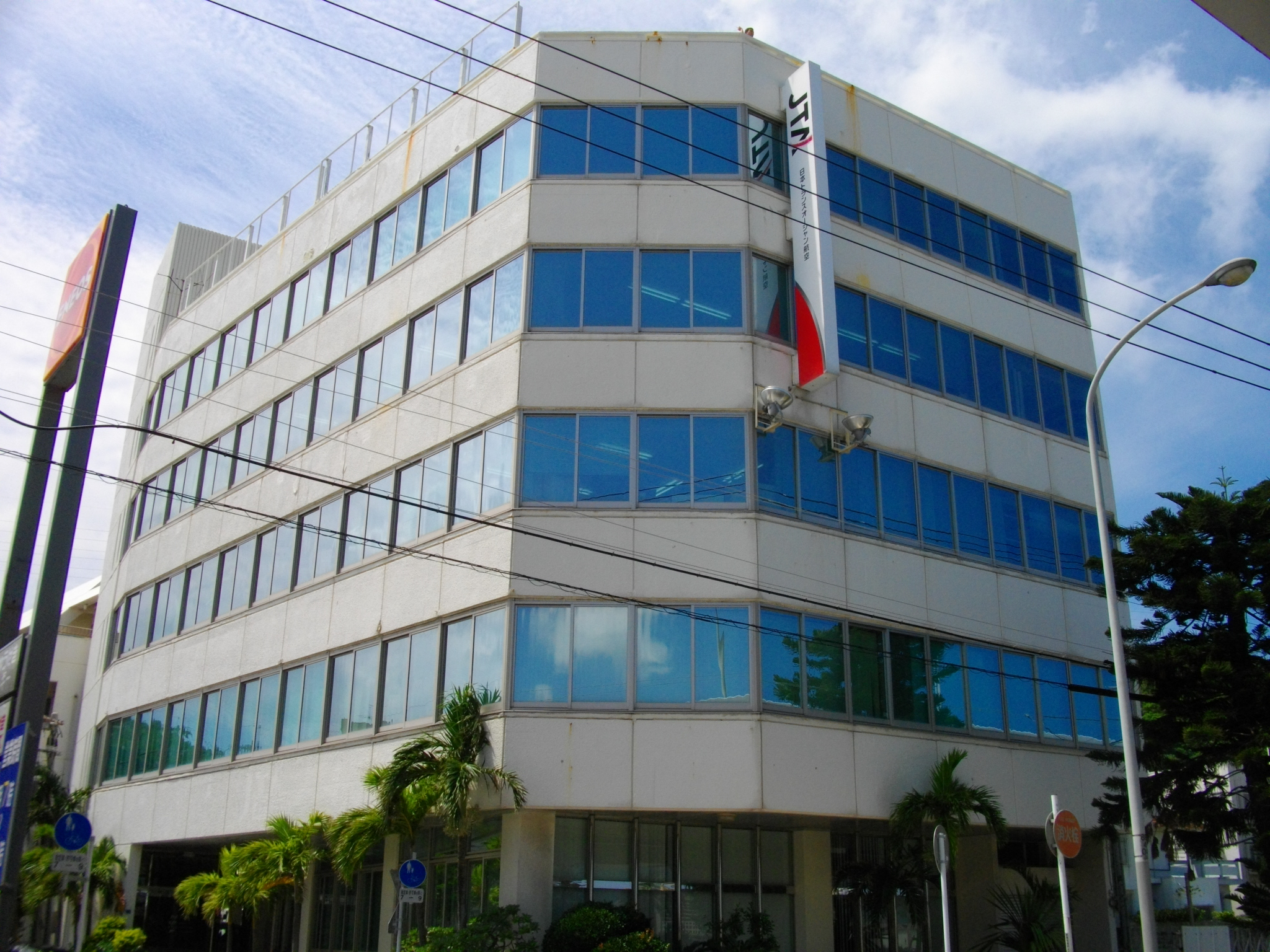
Штаб-квартира авиакомпании Japan Transocean Air

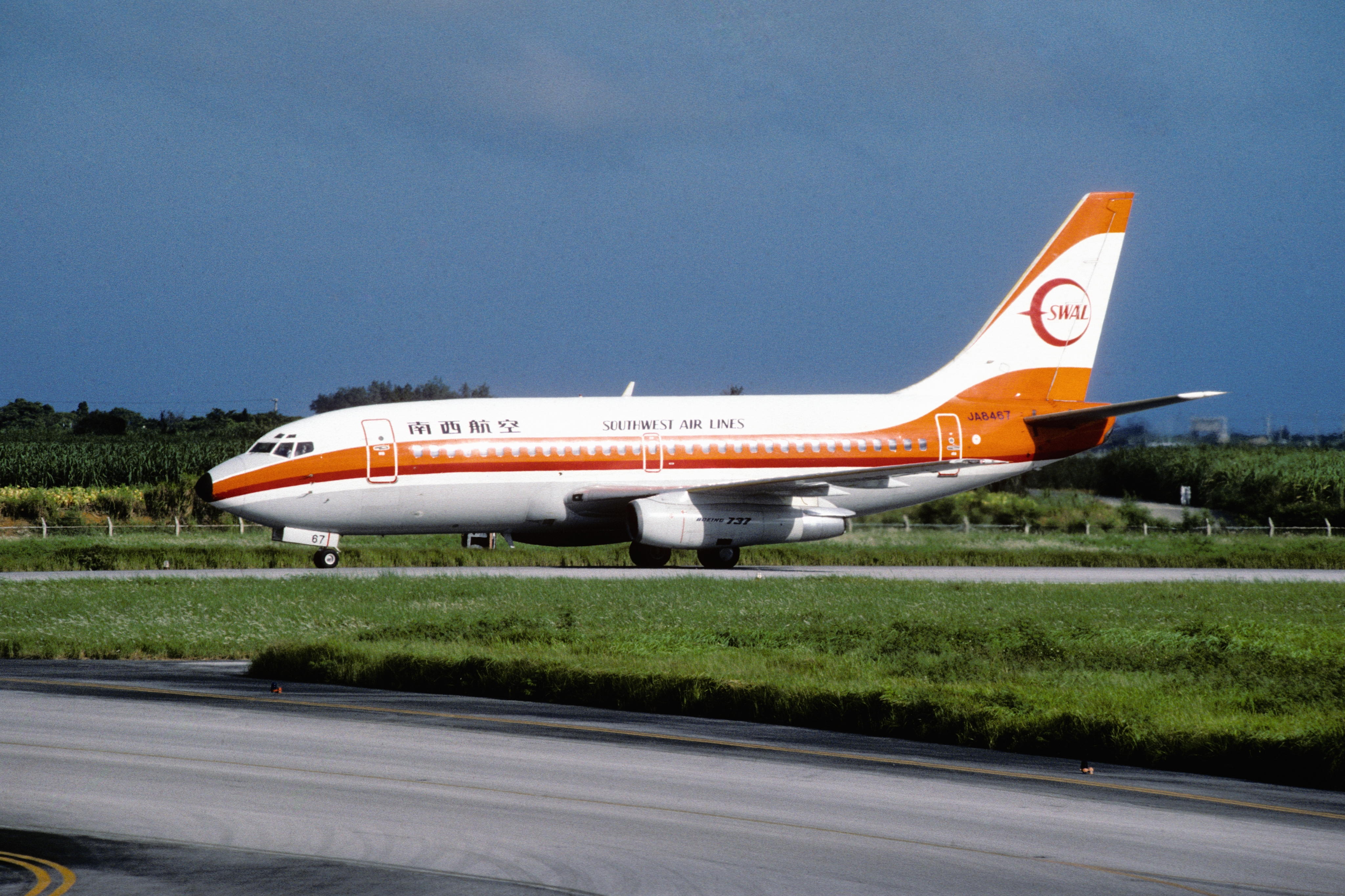
Boeing 737-200 авиакомпании Southwest Air Lines

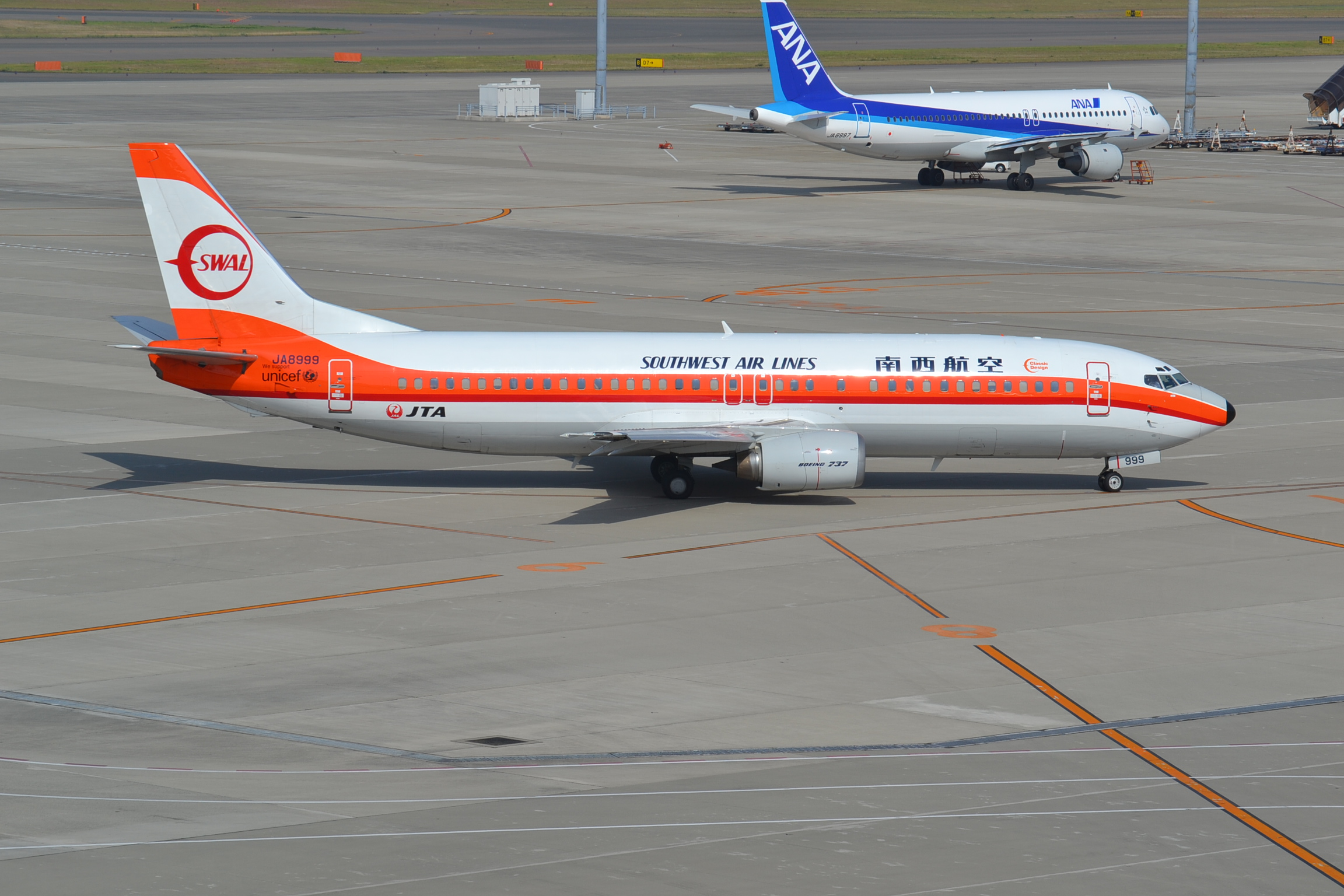
Boeing 737-400 авиакомпании Japan Transocean Air в ретроливрее Southwest Air Lines в международном аэропорту Тюбу Центральный (Нагоя, Япония), 2013 год

Портом приписки перевозчика и его главным транзитным узлом (хабом) является аэропорт Наха. С 1967 по 1993 годы авиакомпания работала под официальным названием Southwest Air Lines.

## История
Авиакомпания Southwest Air Lines (яп. 南西航空 нансэй ко:ку:) была основана 20 июня 1967 года и начала операционную деятельность уже в следующем месяце. В июле 1993 года компания сменила официальное название на Japan Transocean Air. Владельцами перевозчика являются флагманская авиакомпания Japan Airlines (51,1 %), администрация аэропорта Наха (17 %), администрация префектуры Окинава (12,9 %) и другие акционеры (19,1 %). В марте 2007 года штат перевозчика насчитывал 754 сотрудника.
Авиакомпания сначала эксплуатировала самолёты Convair 240, затем NAMC YS-11, в настоящем периоде весь флот состоит из лайнеров Boeing 737.
Japan Transocean Air владеет 72,9 % собственности другой японской авиакомпании Ryukyu Air Commuter.

## Маршрутная сеть

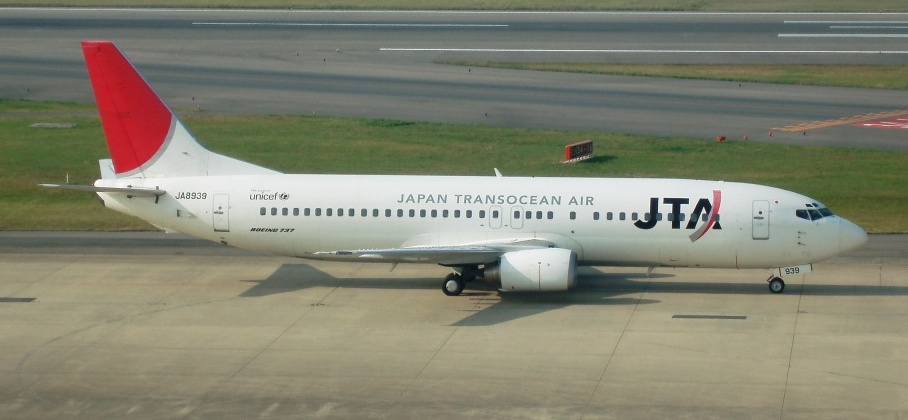
Boeing 737-400 авиакомпании Japan Transocean Air

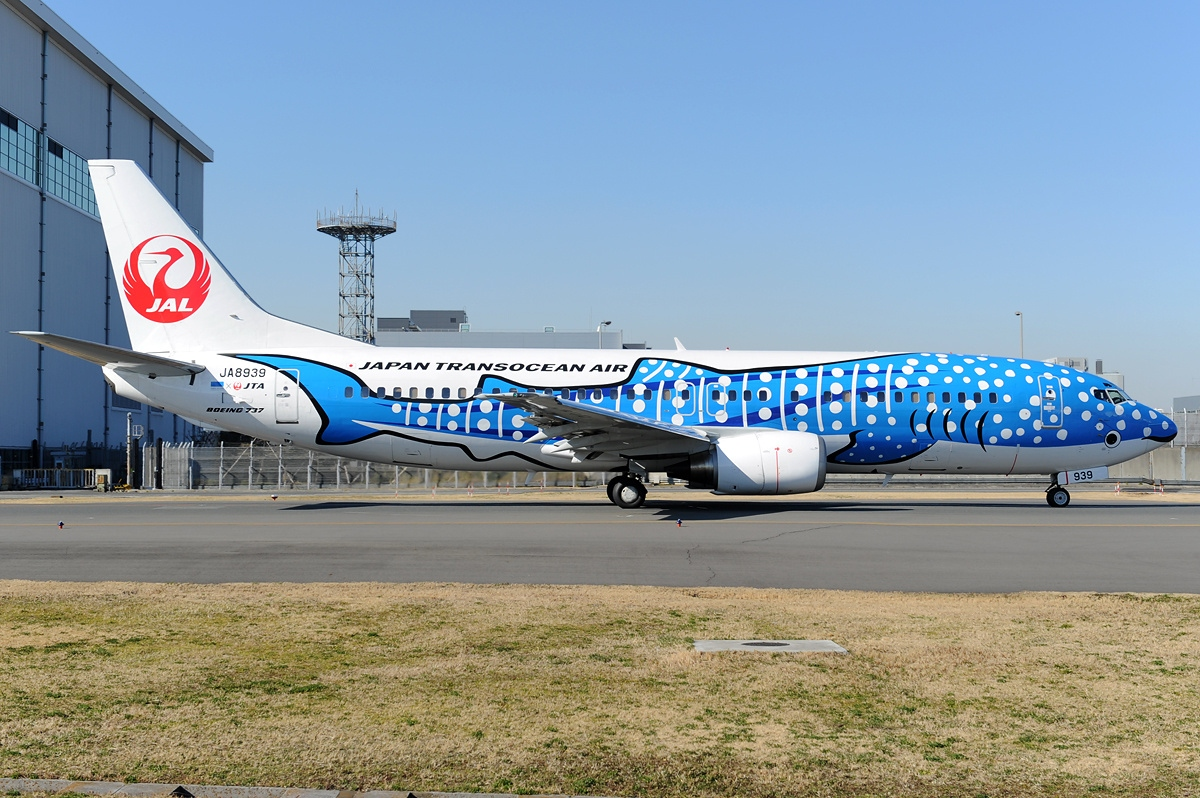
Boeing 737—400 авиакомпании Japan Transocean Air в особой ливрее

В апреле 2014 года маршрутная сеть регулярных перевозок авиакомпании Japan Transocean Air охватывала следующие пункты назначения
:
Хонсю
- Тюбу
  - префектура Исикава
    - Комацу — аэропорт Комацу
- Тюгоку
  - Окаяма
    - Окаяма — аэропорт Окаяма
- Кансай
  - Осака
    - Осака
      - международный аэропорт Кансай
      - международный аэропорт Осака
- Канто
  - Токио
    - Ота — международный аэропорт Ханэда

Кюсю
- префектура Фукуока
  - Фукуока — аэропорт Фукуока
  - Китакюсю — аэропорт Китакюсю

Рюкю
- префектура Окинава
  - Исигаки — аэропорту Исигаки
  - Кумедзима — аэропорт Кумедзима
  - Миякодзима на острове Мияко — аэропорт Мияко
  - Наха на острове Окинава — аэропорт Наха
  - Йонагуни — аэропорт Йонагуни

Сикоку
- префектура Эхиме
  - Мацуяма — аэропорт Мацуяма
- префектура Коти
  - Коти — аэропорт Коти

### Отменённые маршруты
- Архипелаг Рюкю
  - префектура Окинава
    - Симодзи в Миякодзиме — аэропорт Симодзи[4]

## Флот

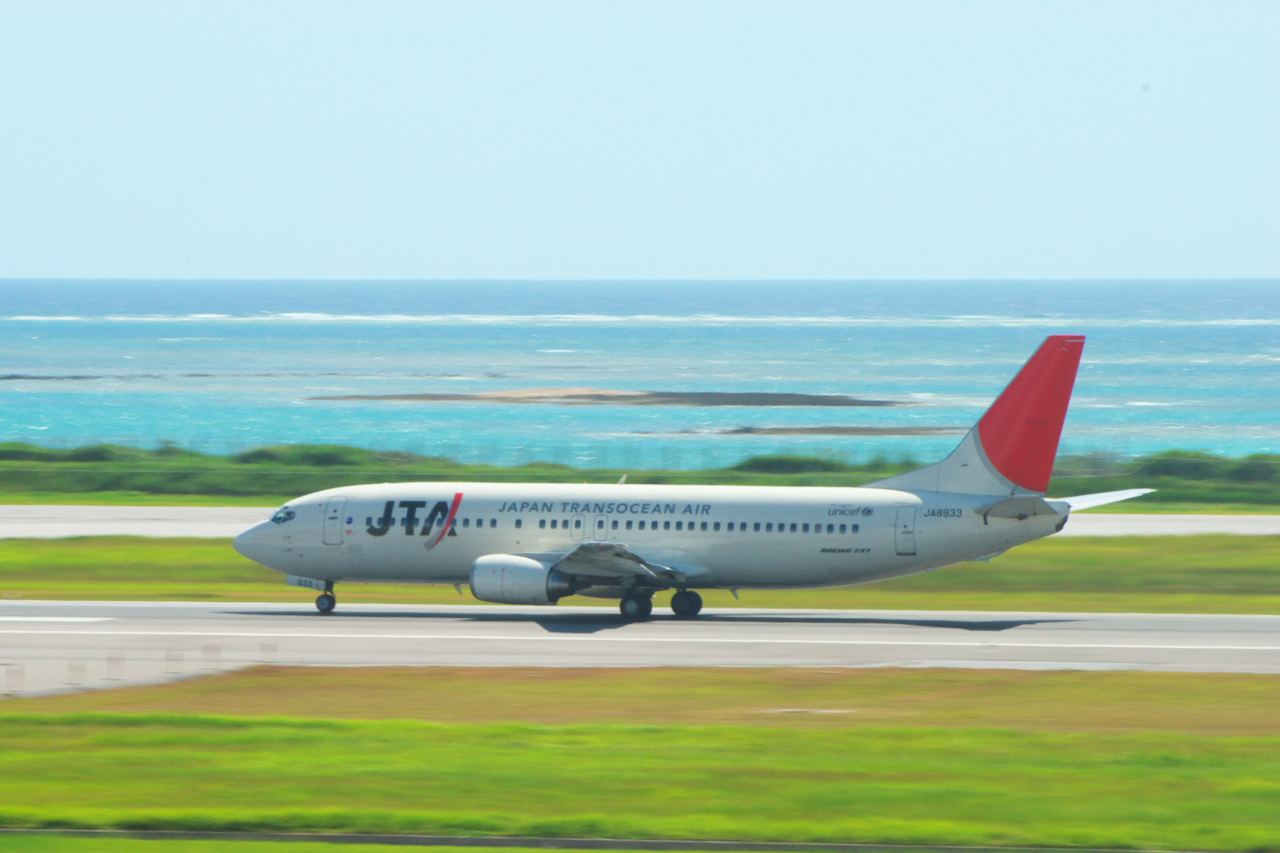
Boeing 737—429 авиакомпании Japan Transocean Air

В 2019 году воздушный флот авиакомпании Japan Transocean Air составляли следующие самолёты:

### Ранее в эксплуатации
- Boeing 737-200[7]
- Boeing 767-200[8]
- NAMC YS-11[4]
- Boeing 737- 400

## JAL Mileage Bank

Логотип бонусной программы JAL Mileage Bank

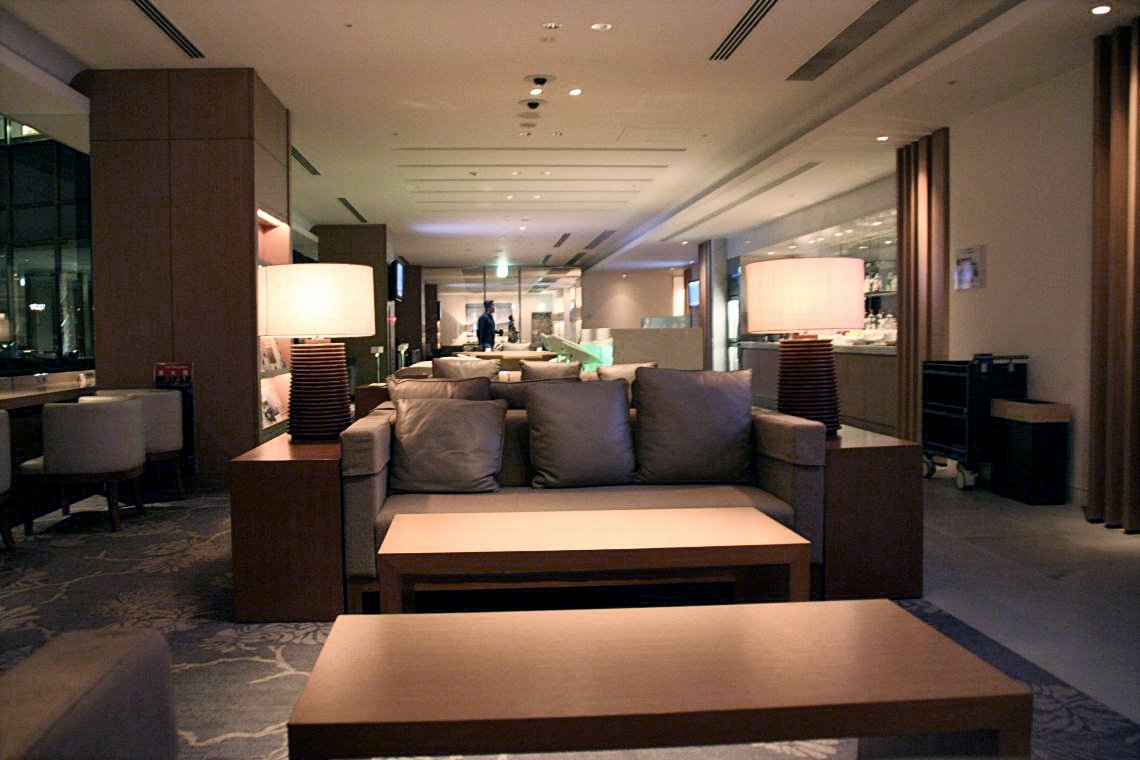
Зал повышенной комфортности «Sakura» в Терминале 2 международного аэропорта Нарита

JAL Mileage Bank (JMB) — бонусная программа поощрения часто летающих пассажиров холдинга «JAL Group», распространяющаяся на авиакомпании Japan Airlines, JAL Express, Japan Transocean Air, Japan Air Commuter, J-Air и Ryukyu Air Commuter. Условия программы распространяются на всех партнёров JAL по глобальному авиационному альянсу пассажирских перевозок Oneworld, а также на Air France, China Eastern Airlines и Emirates Airline. Большинство участников бонусной программы являются членами уровней «JMB Fly On Program», элитные уровни программы предоставляются с присвоением членства в группе «JAL Global Club (JGC)».
Вступление в программу JAL Mileage Bank бесплатно, мили действительны по последний день месяца, следующего за периодом в 36 месяцев со дня совершения полёта, либо транзакции по карте в рамках совместных банковских программ. Членство в бонусной программе может быть аннулировано, если в течение 36 месяцев не было накоплено ни одной мили.

### JMB Fly On
Программа поощрения часто летающих пассажиров «JMB Fly On» имеет четыре уровня участия — «Crystal» (начальный), «Sapphire», «JGC Premier» и «Diamond», которые присваиваются в соответствии с количеством совершённых полётов за один календарный год. Классификационные баллы зарабатываются на рейсах авиакомпаний холдинга JAL Group и альянса Oneworld и используются для расчёта уровня членства в бонусной программе, включая понижения и повышения уровней в программе JMB Fly On. Владельцы высших уровней бонусной программы имеют максимальные привилегии, включая гарантированное место в экономическом классе на любой рейс авиакомпаний группы JAL, провоз сверхнормативного багажа, приоритет на листе ожидания, внеочередную регистрацию на рейс и доступ в залы повышенной комфортности компаний группы JAL и её партнёров. Календарный год в бонусной программе начинается 1 апреля и заканчивается 31 марта следующего года.

#### Crystal
«Crystal» («хрусталь») — начальный уровень бонусной программы «JMB Fly On», который присваивается при накоплении 30 000 баллов, либо при совершении 30 полётов и накоплении 10 000 баллов в течение календарного года. После двух месяцев со дня квалификации на уровень владельцы данного уровня имеют право на приоритет на листе ожидания, 50 % бонус на накапливаемые мили, доступ в залы повышенной комфортности на внутренних рейсах (при этом, за посещение этих залов снимаются бонусные мили с текущего счета), внеочередную регистрацию на стойках бизнес-класса (Executive Class) на международных направлениях, право регистрации на спецстойках «JGC» и приоритетное получение багажа на внутренних авиалиниях с билетами класса J и выше, дополнительно 10 кг багажа, приоритетную регистрацию и посадку на международные рейсы с билетами класса J и выше. В течение одного календарного года владелец уровня «Crystal» имеет право на 10 бесплатных повышений класса на рейсах группы JAL. Уровень «Crystal» полностью соответствует статусу «Ruby» в общей бонусной программе альянса Oneworld, привилегии которого распространяются на всех постоянных и аффилированных членов альянса.

#### Sapphire
Переход на уровень «Sapphire» («сапфир») происходит при накоплении 50 тысяч баллов, либо при совершении 50 полётов и накоплении 15 тысяч баллов. После двух месяцев со дня квалификации на уровень владельцам данного уровня начисляются увеличенные на 100 % бонусные мили. «Sapphire» предоставляет право на доступ в залы повышенной комфортности JAL и «Sakura» владельцу уровня и одному его спутнику, имеющему билет на рейс авиакомпаний группы JAL, право регистрации на стойках Первого класса на международных рейсах и на стойках «JGC» на внутренних рейсах авиакомпаний группы JAL, приоритетное получение багажа, возможность провоза до 20 кг дополнительного багажа. Членам уровня бонусной программы «Sapphire» предлагается вступить в программу «JAL Global Club» (см. ниже). В течение одного календарного года владелец уровня «Sapphire» имеет право на 20 бесплатных повышений класса на рейсах группы JAL. Уровень «Sapphire» полностью соответствует одноимённому статусу в общей бонусной программе альянса Oneworld, привилегии которого распространяются на всех постоянных и аффилированных членов альянса.

#### JGC Premier

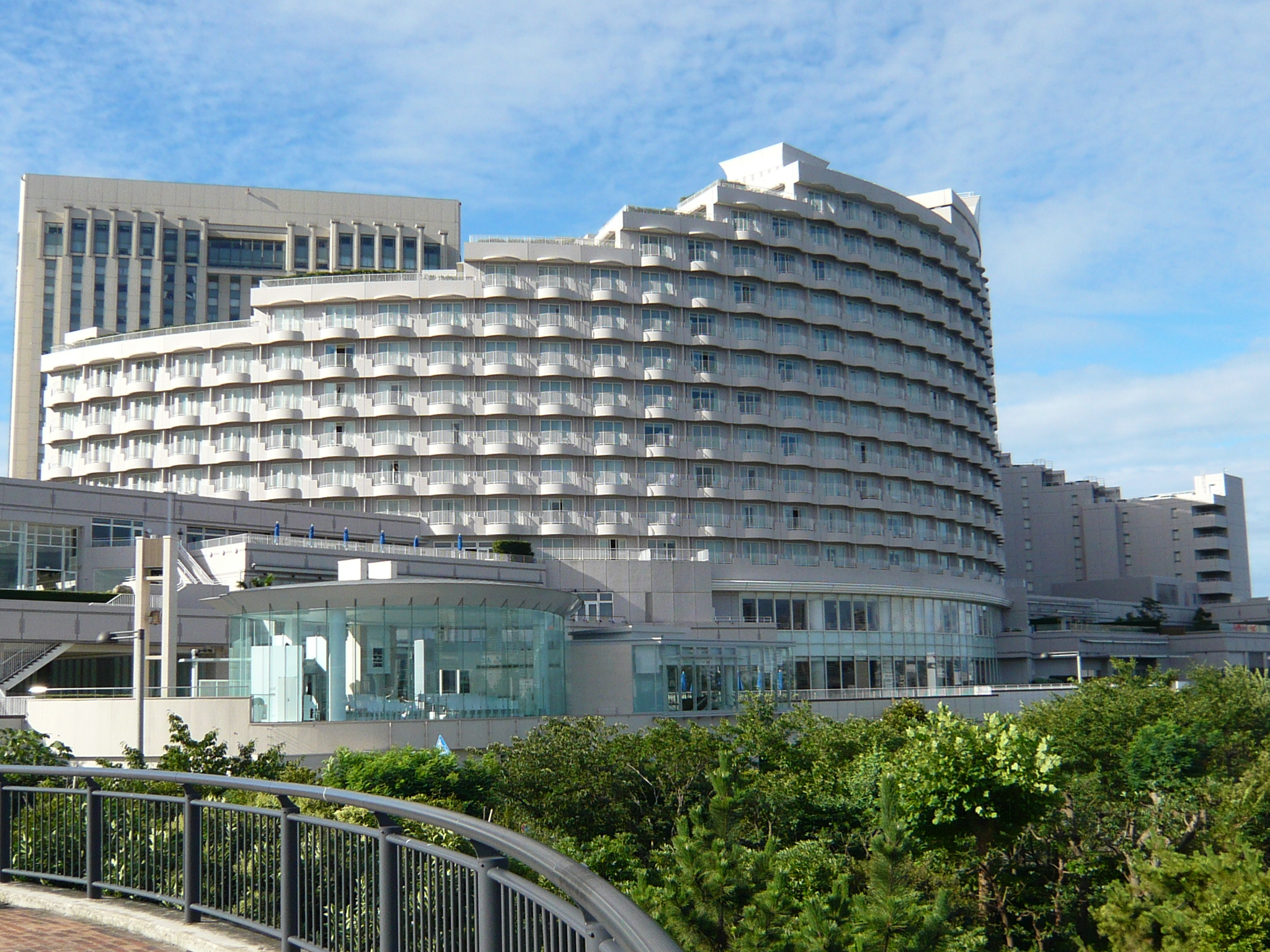
Отель Nikko Tokyo — партнёр бонусной программы «JMB Fly On»

При накоплении в течение календарного года 80 тысяч баллов, либо при совершении 80 полётов и накоплении 25 тысяч баллов, участник программы переходит на уровень «JGC Premier». После двух месяцев со дня квалификации на уровень владельцам данного уровня помимо привилегий предыдущего уровня участия предлагается сервис залов повышенной комфортности Первого класса для самого владельца и одного его спутника, имеющего билет на рейсы авиакомпаний группы JAL, право приоритетной регистрации на стойках Первого класса на внутренних и международных направлениях, право внеочередной посадки на рейсы. С апреля следующего года и в течение одного календарного года владелец уровня «JGC Premier» имеет право на 30 бесплатных повышений класса на рейсах группы JAL, получает три бесплатных купона на посещение «Sakura Lounge», купон на одни сутки в отелях — партнёрах JAL, пять купонов на посещение клубов «Century 21 Club» и один купон на цветочный подарочный набор. Уровень «JGC Premier» полностью соответствует статусу «Emerald» в общей бонусной программе альянса Oneworld, привилегии которого распространяются на всех постоянных и аффилированных членов альянса.

#### Diamond
Переход на высший уровень «Diamond» («Бриллиантовый») бонусной программы «Fly On» осуществляется при накоплении 100 тысяч баллов, либо при совершении 120 полётов и накоплении 35 тысяч баллов в течение одного календарного года. После двух месяцев со дня квалификации на уровень и в течение года, начиная со следующего апреля, владельцам этого уровня помимо привилегий предыдущего уровня участия предлагается возможность 40 бесплатных повышений класса на рейсах группы JAL, два купона на одни сутки каждый в отелях — партнёрах JAL и членская клубная карта «Century 21 Club». Уровень «Diamond» полностью соответствует статусу «Emerald» в общей бонусной программе альянса Oneworld, привилегии которого распространяются на всех постоянных и аффилированных членов альянса.

### JAL Global Club

Логотип программы «JAL Global Club»

Членам бонусной программы «JAL Global Club» предлагается эксклюзивное сервисное обслуживание с высшим уровнем меню и винной карты на рейсах авиакомпаний группы JAL, в залах повышенной комфортности Первого класса JAL, авиакомпаний — партнёров JAL по авиаальянсу Oneworld и другими партнёрами. Членами «JGC» становятся пассажиры, накопившие 50 тысяч баллов в течение календарного года, либо совершившие в течение года 50 полётов на рейсах авиакомпаний группы JAL и имеющими минимум 15 тысяч бонусных баллов. Программа предусматривает пожизненное членство.
Участники «JGC» автоматически получают уровень «Oneworld Sapphire» глобального альянса Oneworld.

## Авиапроисшествия и инциденты
- 26 августа 1982 года. Boeing 737-2Q3 (регистрационный JA8444) авиакомпании Southwest Air Lines, выполнявший регулярный рейс 611, выкатился за пределы взлётно-посадочной полосы при посадке в аэропорту Исигаки. Из 138 пассажиров, находившихся на борту самолёта, никто не пострадал, однако несколько человек получили травмы при проведении аварийной эвакуации[21].